# Maciej Dejczer
Maciej Dejczer, est un réalisateur polonais, né le 15 juillet 1953 à Gdańsk.

## Filmographie
Réalisateur
- 2012 - Misja Afganistan
- 2011 - Chichot losu (Série TV)
- 2009 - Teraz albo nigdy!
- 2008 - Ojciec Mateusz (épisodes 1-4)
- 2007 - Trzeci oficer
- 2006 - Oficerowie
- 2006 - Klinika samotnych serc
- 2005–2006 - Magda M.
- 2004–2005 - Oficer (Série TV)
- 2002–2006 - Samo życie
- 2001–2003 - Na dobre i na złe
- 2000–2006 - M jak miłość
- 1999 - Palce lizać
- 1999-2000 – Czułość i kłamstwa
- 1997 - Brute (Bandyta)
- 1994 - Jest jak jest
- 1993 - To musisz być ty
- 1989 - L'Espoir aux trousses, (300 mil do nieba) - scénario et dialogues
- 1986 - Dzieci śmieci dans le cycle The Falls - scénario

## Récompenses et distinctions
- Académie européenne du cinéma
  - Meilleur "Young European Film en 1989